# Биттенкорт, Теофило
Теофило Биттенкорт Перейра (порт.-браз. Teóphilo Bettencourt Pereira; 11 апреля 1900, по другим данным 1898, Рио-де-Жанейро — 10 апреля 1988, Рио-де-Жанейро), также встречается написание его имени Теофило Битенкорт Перейра (порт.-браз. Teóphylo Bethencourt Pereira) — бразильский футболист, нападающий.
Выступал за клубы «Флуминенсе» в 1917 и 1932 годах, «Американо» с 1918 по 1924 год и «Сан-Кристовао» с 1925 по 1931 год. В сборной Бразилии провёл 8 матчей и забил 1 гол, был участником первого чемпионата мира, на котором провёл первый матч со сборной Югославии. В 1931 году Теофило выиграл в составе сборной Кубок Рио-Бранко, в розыгрыше которого был обыгран Уругвай.
За «Флуминенсе» Теофило дебютировал 25 ноября 1917 года в матче с клубом «Вила Исабел» (4:1). В 1932 году он провёл ещё 16 матчей и забил 1 гол. Последнюю встречу за клуб нападающий провёл против «Оларии» 16 октября 1932 года.

## Международная статистика
| Матчи Теофило за сборную Бразилии | Матчи Теофило за сборную Бразилии | Матчи Теофило за сборную Бразилии | Матчи Теофило за сборную Бразилии | Матчи Теофило за сборную Бразилии | Матчи Теофило за сборную Бразилии | Матчи Теофило за сборную Бразилии |
| --------------------------------- | --------------------------------- | --------------------------------- | --------------------------------- | --------------------------------- | --------------------------------- | --------------------------------- |
| №                                 | Дата                              | Место проведения                  | Оппонент                          | Счёт                              | Голы                              | Турнир                            |
| 1                                 | 24 февраля 1929                   | Рио-де-Жанейро                    | Рампла Хуниорс                    | 4:2                               | 1                                 | Товарищеский матч                 |
| 2                                 | 10 июля 1929                      | Рио-де-Жанейро                    | Ференцварош                       | 2:0                               | —                                 | Товарищеский матч                 |
| 3                                 | 14 июля 1930                      | Монтевидео                        | Югославия                         | 1:2                               | —                                 | Чемпионат мира                    |
| 4                                 | 1 августа 1930                    | Рио-де-Жанейро                    | Франция                           | 3:2                               | 1                                 | Товарищеский матч                 |
| 5                                 | 10 августа 1930                   | Рио-де-Жанейро                    | Югославия                         | 4:1                               | —                                 | Товарищеский матч                 |
| 6                                 | 17 августа 1930                   | Рио-де-Жанейро                    | США                               | 4:3                               | 1                                 | Товарищеский матч                 |
| 7                                 | 2 июля 1931                       | Сан-Паулу                         | Ференцварош                       | 6:1                               | —                                 | Товарищеский матч                 |
| 8                                 | 6 сентября 1931                   | Рио-де-Жанейро                    | Уругвай                           | 2:0                               | —                                 | Кубок Рио-Бранко                  |

## Достижения
- Чемпион штата Рио-де-Жанейро: 1917, 1926
- Обладатель Кубка Рио-Бранко: 1931